# 森の石松 (1949年の映画)
『森の石松』（もりのいしまつ）は1949年に公開された日本映画。主演は藤田進、監督は吉村公三郎、製作は松竹。

## スタッフ
- 監督：吉村公三郎
- 脚本：新藤兼人
- 撮影：生方敏夫
- 美術：水谷浩
- 音楽：吉沢博

## 出演者
- 石松：藤田進
- お藤：轟夕起子
- 鳥千鳥八兵衛：志村喬
- お新：朝霧鏡子
- 江戸っ子：河村黎吉
- 吾作：殿山泰司
- 港屋の主人・ヒゲ又：笠智衆
- 石松の母：飯田蝶子
- ヒゲ又の妻・お文：沢村貞子
- ノミコミの忠太：三井弘次
- オイランの半七：安部徹
- 料亭の番頭：永田光男
- 鳥千鳥一家つぼふり：山路義人
- 勤王の侍：村田宏寿
- 柳屋の旦那：玉島愛造
- 清水次郎長：南光明
- 商人：青山宏